# ブランドン・フィゲロア
ブランドン・フィゲロア（Brandon Figueroa、1996年12月29日 - ）は、アメリカ合衆国のプロボクサー。テキサス州ウェスラコ出身。元WBAレギュラー・WBC世界スーパーバンタム級統一王者。元WBC世界フェザー級王者。世界2階級制覇王者。
兄はオマール・フィゲロア。

## 来歴

### アマチュア時代
2014年1月、全米ユース選手権にフライ級(52kg)で出場し、準々決勝でクリス・コルバートに勝利するが、準決勝でシャクール・スティーブンソンに敗れた。

### プロ時代

#### スーパーバンタム級
2015年5月9日、フィゲロアはTGBプロモーションズとプロモート契約を結び、フェザー級4回戦でプロデビューした。
2018年9月30日、オンタリオ州オンタリオのトヨタ・アリーナにて、元2階級制覇王者オスカル・エスカンドンと対戦し、10回KO勝ちを収めた。
2019年1月13日、ロサンゼルスのマイクロソフトシアターにてWBA世界スーパーバンタム級4位で元WBA世界同級暫定王者のモイセス・フローレスとWBA世界同級挑戦者決定戦を行い、3回1分35秒KO勝ちを収め、王者ダニエル・ローマンへの指名挑戦権を獲得した。
2019年4月20日、 ディグニティ・ヘルス・スポーツ・パーク・テニスコートにてダニー・ガルシア対エイドリアン・グラナドスの前座でWBA世界スーパーバンタム級7位のヨンフレス・パレホとWBA暫定世界同級王座決定戦を行い、8回終了時にパレホが棄権した為暫定王座を獲得した。この試合でフィゲロアは15万ドル（約1600万円）、パレホは2万ドル（約210万円）のファイトマネーを稼いだ。
2019年8月24日、エディンバーグのビート・オグデン・アリーナにてWBA世界スーバーバンタム級9位のハビエル・チャコンとWBA暫定世界同級タイトルマッチを行い、4回TKO勝ちで初防衛に成功した。
2019年10月31日、ダニエル・ローマンのスーパー王座認定に伴いフィゲロアは同日付で暫定王者からレギュラー王者に昇格した。
2019年11月23日、MGMグランド・ガーデン・アリーナでフリオ・セハとWBA世界スーパーバンタム級タイトルマッチを予定していたが、前日計量でセハがスーパーバンタム級の規定体重である122ポンドを4.5ポンド（2.0キロ）体重超過し計量失格となった為、フィゲロアが勝つか引き分けで王座防衛となるがセハが勝っても王座獲得とはならないという条件で試合が行われ、試合結果は引き分けに終わったものの2度目の防衛に成功した。この試合でフィゲロアは20万ドル（約2160万円）、セハは5万ドル（約540万円）のファイトマネーを稼いだ。
2020年9月26日、コネチカット州のモヒガン・サン・カジノでWBA世界スーバーバンタム級14位のダミアン・バスケスとWBA世界同級タイトルマッチを行い、10回1分18秒TKO勝ちを収め3度目の防衛に成功した。
2021年5月15日、ディグニティ・ヘルス・スポーツ・パーク・テニスコートでWBC世界スーパーバンタム級王者ルイス・ネリと王座統一戦を行い、7回2分18秒KO勝ちで2団体王座統一に成功した。この試合でフィゲロアは65万ドル（約7100万円）、ネリは25万ドル（約2730万円）のファイトマネーを稼いだ。
2021年9月7日、スティーブン・フルトンと11日後の9月18日に対戦予定だったが、フィゲロアが新型コロナウイルスに感染したため延期になった。
2021年11月27日、ラスベガスのパークMGMでWBO世界スーパーバンタム級王者スティーブン・フルトンと対戦。12回0-2判定負けで王座統一に失敗するとともに、WBC王座から陥落した。なおWBAはフィゲロアがリングに上った時点でWBA世界スーパーバンタム級レギュラー王座を剥奪した。
2022年10月2日、地元テキサス州ウェスラコで飲酒運転の疑いで逮捕され、血中アルコール濃度（BAC）検査で州の制限値0.08％を約2倍上回る0.15％が検出された。フィゲロアは1,000ドルの身元保証書を提出し釈放された。

### フェザー級
2023年3月4日、トヨタ・アリーナでWBC世界フェザー級2位のマーク・マグサヨと、WBC世界フェザー級王者レイ・バルガスが王座を保持したままWBC世界スーパーフェザー級王者オシャキー・フォスターへ挑戦することに伴うWBC世界フェザー級暫定王座決定戦を行い、12回3-0の判定勝ちを収め暫定ながら2階級制覇を達成した。この試合でフィゲロアは50万ドル（約6600万円）、マグサヨは30万ドル（約3900万円）のファイトマネーを稼いだ。
2024年5月4日、ラスベガスのT-モバイル・アリーナでサウル・アルバレス対ハイメ・ムンギアの前座で元WBO世界スーパーバンタム級王者のヘスス・マグダレノとWBC暫定・世界フェザー級タイトルマッチを行う予定だったが、対戦相手のマグダレノがフェザー級の規定体重を2.6ポンド体重超過したため計量失格となり王座獲得資格を剥奪され、両陣営の協議の結果、フィゲロアが勝つか引き分けで王座防衛となるがマグダレノが勝っても王座獲得とはならないという条件で試合が行われ、9回2分59秒TKO勝ちを収め初防衛に成功した。
2024年10月11日、WBCはWBC世界フェザー級王者のレイ・バルガスと暫定王者のフィゲロアに対して団体内王座統一戦を行うように指令していたが、バルガスが肩を負傷したため王座剥奪および休養王座に認定され、それに伴いフィゲロアは同日付で暫定王座から正規王座に昇格した。
2025年2月1日、ラスベガスのT-モバイル・アリーナで行われたデビッド・ベナビデス対デビッド・モレルの前座でWBC世界フェザー級2位のスティーブン・フルトンと約3年2ヶ月ぶりに再戦するも、12回0-3（112-116×2、111-117）の判定負けを喫し王座から陥落、フルトンの2階級制覇を許すと共に雪辱を果たせなかった。
2025年7月19日、ラスベガスのMGMグランド・ガーデン・アリーナでマリオ・バリオス対マニー・パッキャオの前座でWBC世界フェザー級7位のジョエト・ゴンザレスとWBA世界同級挑戦者決定戦を行い、12回3-0（116-112×2、115-113）の判定勝ちを収め再起を果たすとともに王者のニック・ボールへの挑戦権を獲得した。

## 戦績
- アマチュアボクシング：50戦 33勝 17敗[20]
- プロボクシング：29戦 26勝 (19KO) 2敗 1分

| 戦           | 日付           | 勝敗 | 時間     | 内容    | 対戦相手                         | 国籍           | 備考                                                       |
| ------------ | -------------- | ---- | -------- | ------- | -------------------------------- | -------------- | ---------------------------------------------------------- |
| 1            | 2015年5月9日   | ☆    | 4R       | 判定3-0 | ヘクター・グティエレス           | アメリカ合衆国 | プロデビュー戦                                             |
| 2            | 2015年6月26日  | ☆    | 1R 0:51  | TKO     | リカルド・メナ                   | メキシコ       |                                                            |
| 3            | 2015年10月10日 | ☆    | 4R 1:17  | TKO     | ラミロ・ルイス                   | メキシコ       |                                                            |
| 4            | 2015年12月12日 | ☆    | 4R       | 判定3-0 | フランシスコ・ムロ               | アメリカ合衆国 |                                                            |
| 5            | 2016年1月12日  | ☆    | 6R 2:25  | TKO     | ハロルド・レイエス               | プエルトリコ   |                                                            |
| 6            | 2016年4月23日  | ☆    | 2R 0:30  | TKO     | ハーシエル・バスケス             | メキシコ       |                                                            |
| 7            | 2016年5月28日  | ☆    | 5R 1:31  | TKO     | ジョネル・ニエベス               | プエルトリコ   |                                                            |
| 8            | 2016年6月25日  | ☆    | 2R 2:45  | TKO     | オルディエル・ランディン         | キューバ       |                                                            |
| 9            | 2016年7月23日  | ☆    | 3R 1:20  | KO      | アダルベルト・ゾリラ             | プエルトリコ   |                                                            |
| 10           | 2016年10月8日  | ☆    | 6R       | 判定3-0 | レイモンド・チャコン             | アメリカ合衆国 |                                                            |
| 11           | 2017年2月21日  | ☆    | 4R 2:54  | TKO     | ラウル・チリノ                   | アメリカ合衆国 |                                                            |
| 12           | 2017年5月2日   | ☆    | 8R       | 判定3-0 | ルイス・フェルナンド・サーベドラ | メキシコ       |                                                            |
| 13           | 2017年7月15日  | ☆    | 8R       | 判定3-0 | ファチウ・ファシノウ             | ベナン         |                                                            |
| 14           | 2017年10月14日 | ☆    | 4R 1:15  | TKO     | ビクトル・プロア                 | メキシコ       |                                                            |
| 15           | 2018年3月10日  | ☆    | 7R 0:45  | TKO     | ヒオバンニ・デルガド             | メキシコ       |                                                            |
| 16           | 2018年8月4日   | ☆    | 1R 2:57  | TKO     | ルイス・ロイ・スアレス・クルス   | メキシコ       |                                                            |
| 17           | 2018年9月30日  | ☆    | 10R 2:11 | KO      | オスカル・エスカンドン           | コロンビア     |                                                            |
| 18           | 2019年1月13日  | ☆    | 3R 1:45  | KO      | モイセス・フローレス             | メキシコ       |                                                            |
| 19           | 2019年4月20日  | ☆    | 8R 終了  | TKO     | ヨンフレス・パレホ               | ベネズエラ     | WBA世界スーパーバンタム級暫定王座決定戦                    |
| 20           | 2019年8月24日  | ☆    | 4R 0:55  | KO      | ハビエル・チャコン               | アルゼンチン   | WBA暫定防衛1→レギュラー王座に認定                          |
| 21           | 2019年11月23日 | △    | 12R      | 判定1-1 | フリオ・セハ                     | メキシコ       | WBA防衛2                                                   |
| 22           | 2020年9月26日  | ☆    | 10R 1:18 | TKO     | ダミアン・バスケス               | アメリカ合衆国 | WBA防衛3                                                   |
| 23           | 2021年5月15日  | ☆    | 7R 2:18  | KO      | ルイス・ネリ                     | メキシコ       | WBA・WBC世界スーパーバンタム級王座統一戦 WBA防衛4・WBC獲得 |
| 24           | 2021年11月27日 | ★    | 12R      | 判定0-2 | スティーブン・フルトン           | アメリカ合衆国 | WBC・WBO世界スーパーバンタム級王座統一戦 WBC陥落           |
| 25           | 2022年7月9日   | ☆    | 6R 2:11  | TKO     | カルロス・カストロ               | アメリカ合衆国 |                                                            |
| 26           | 2023年3月4日   | ☆    | 12R      | 判定3-0 | マーク・マグサヨ                 | フィリピン     | WBC世界フェザー級暫定王座決定戦                            |
| 27           | 2024年5月4日   | ☆    | 9R 2:59  | KO      | ヘスス・マグダレノ               | アメリカ合衆国 | WBC暫定防衛1→正規王座に認定                                |
| 28           | 2025年2月1日   | ★    | 12R      | 判定0-3 | スティーブン・フルトン           | アメリカ合衆国 | WBC陥落                                                    |
| 29           | 2025年7月19日  | ☆    | 12R      | 判定3-0 | ジョエト・ゴンザレス             | アメリカ合衆国 | WBA世界フェザー級挑戦者決定戦                              |
| テンプレート |                |      |          |         |                                  |                |                                                            |

## 獲得タイトル
- WBA世界スーパーバンタム級暫定王座（防衛1=レギュラー王座に認定）
- WBA世界スーパーバンタム級レギュラー王座（防衛3=剥奪）
- WBC世界スーパーバンタム級王座（防衛0）
- WBC世界フェザー級暫定王座（防衛1→正規王座に認定）
- WBC世界フェザー級王座（防衛0）